# Genesis Live
Genesis Live ist das erste Livealbum der britischen Rockband Genesis. Es erschien 1973 und enthält fünf Titel von den Studioalben Trespass, Nursery Cryme und Foxtrot. Bis zur Veröffentlichung von Genesis Archive — 1967-1975 im Jahr 1998 war Genesis Live die einzige offizielle Live-Veröffentlichung der Progressive-Rock-Phase von Genesis mit Peter Gabriel als Sänger.
Die Aufnahmen entstanden während der Foxtrot-Tournee am 25. Februar 1973 in der De Montfort Hall in Leicester, abgesehen von The Return of the Giant Hogweed, welches am 24. Februar 1973 in der Free Trade Hall in Manchester (England) aufgenommen wurde.
Einen signifikanten Unterschied zur Studioversion von Trespass weist The Knife auf: Peter Gabriel nahm Änderungen am Text vor, während die Gitarrensoli von Steve Hackett rundum erneuert wurden.
Das Album wurde dem Freund der Band und langjährigen Tourmanager Richard Macphail gewidmet.

## Titelliste

### Seite 1
1. Watcher of the Skies (Tony Banks, Phil Collins, Peter Gabriel, Steve Hackett, Mike Rutherford) – 8:34
2. Get ’Em Out by Friday (Tony Banks, Phil Collins, Peter Gabriel, Steve Hackett, Mike Rutherford) – 9:14
3. The Return of the Giant Hogweed (Tony Banks, Phil Collins, Peter Gabriel, Steve Hackett, Mike Rutherford) – 8:14

### Seite 2
1. The Musical Box (Tony Banks, Phil Collins, Peter Gabriel, Steve Hackett, Mike Rutherford) – 10:55
2. The Knife (Tony Banks, Peter Gabriel, Anthony Phillips, Mike Rutherford) – 9:46

## Chartplatzierungen
| ChartsChartplatzierungen       | Höchstplatzierung | Wochen |
| ------------------------------ | ----------------- | ------ |
| Vereinigtes Königreich (OCC)   | 9 (10 Wo.)        | 10     |
| Vereinigte Staaten (Billboard) | 105 (14 Wo.)      | 14     |

## Besetzung
- Peter Gabriel – Gesang, Flöte, Percussion
- Tony Banks – Orgel, Mellotron, Pianet, 12-Saiten-Gitarre, Gesang
- Mike Rutherford – E-Bass, Gitarre, Gesang
- Steve Hackett – E-Gitarre, 12-Saiten-Gitarre
- Phil Collins – Schlagzeug, Gesang